# Тринити (окръг, Тексас)
Вижте пояснителната страница за други значения на Тринити.
Окръг Тринити (на английски: Trinity County в превод Троица) е окръг в щата Тексас, Съединени американски щати. Площта му е 1849 km², а населението - 13 779 души (2000). Административен център е град Гроувтън.